# Nothing on You
«Nothing on You» es una canción del cantante británico Ed Sheeran en colaboración con el cantante y rapero argentino Paulo Londra y el rapero británico Dave e incluida en el álbum No. 6 Collaborations Project (2019). Fue publicada el 12 de julio de 2019 a través de Asylum Records y Atlantic Records. La canción fue escrita por Sheeran, Londra, Dave, Daniel Oviedo, Cristian Salazar y Fred Gibson, mientras que fue producida por Gibson y Sam Tsang.

## Antecedentes y composición
El 18 de junio de 2019, Sheeran anunció, a través de su cuenta de Instagram, la colaboración, así como también la lista completa de las canciones que integraban su cuarto álbum de estudio. Inmediatamente después del anuncio de Sheeran, Londra compartió la «loca sorpresa» con sus fanáticos en las redes sociales y expresó: «Todo lo que puedo decir en este momento es que los sueños se hacen realidad y gracias, Ed Sheeran, por darme la oportunidad de hacer lo que hago en su álbum».
En cuanto al surgimiento de la colaboración, Londra reveló a Billboard que el álbum ya estaba «cerrado», lo que significaba que la probabilidad de que apareciera una colaboración entre Sheeran y él era escasa, pero terminó saliendo justo a tiempo. Para Londra, uno de los propósitos principales de esta colaboración fue inspirar a otros artistas latinos a soñar en grande.
El tema comienza con una línea melódica de sintetizador que se repite durante los tres minutos veinte segundos de la canción, actuando como su leitmotiv. Después de su primer verso y estribillo, con Sheeran a la cabeza, Londra ataca el ritmo. Su entrada a la base melódica denota el trabajo de un rapero profesional. El flow de Londra lo cierra Dave para que Sheeran, con su cadencia melódica, ponga fin a la canción.

## Recepción

### Comentarios de la crítica
Jota Ayerza de Billboard Argentina destacó la actuación de Londra y escribió: «Parece que el cantante cordobés se ha estado preparando para este momento desde sus días como freestyler, sin siquiera saberlo»".

## Video musical
El 8 de agosto de 2019, se publicó el video musical que acompaña a «Nothing on You».

## Posicionamiento en las listas
| Listas (2019)                             | Mejor posición |
| ----------------------------------------- | -------------- |
| Argentina Hot 100 (Billboard)             | 19             |
| Argentina Airplay (Monitor Latino)        | 5              |
| Australia (ARIA)                          | 65             |
| Canadá (Canadian Hot 100)                 | 85             |
| Chile Anglo (Monitor Latino)              | 7              |
| Colombia Anglo (Monitor Latino)           | 13             |
| Colombia (National-Report)                | 90             |
| Costa Rica Anglo (Monitor Latino)         | 7              |
| Ecuador (National-Report)                 | 89             |
| Eslovaquia (Singles Digitál Top 100)      | 50             |
| España (PROMUSICAE)                       | 68             |
| Mexico Airplay (Billboard)                | 48             |
| Mexico Ingles Airplay (Billboard)         | 5              |
| México Anglo (Monitor Latino)             | 19             |
| Paraguay Anglo (Monitor Latino)           | 14             |
| Perú (Monitor Latino)                     | 6              |
| Suecia Heatseeker (Sverigetopplistan)     | 6              |
| Reino Unido (UK R&B Chart)                | 35             |
| Reino Unido Streaming (OCC)               | 24             |
| República Checa (Singles Digitál Top 100) | 66             |
| Uruguay Anglo (Monitor Latino)            | 11             |
| Venezuela Anglo (Monitor Latino)          | 15             |
| Venezuela (Record Report)                 | 81             |

| Listas (2019)              | Mejor posición |
| -------------------------- | -------------- |
| Argentina (Monitor Latino) | 51             |
| Perú (Monitor Latino)      | 83             |

## Certificaciones
| País        | Organismo certificador | Certificación | Ventas certificadas | Simbolización | Ref.   |
| ----------- | ---------------------- | ------------- | ------------------- | ------------- | ------ |
| Argentina   | CAPIF                  | Platino       | 20 000              | ▲             | [ 30 ] |
| Canadá      | Music Canada           | Oro           | 40 000              | ●             | [ 31 ] |
| Reino Unido | BPI                    | Plata         | 200 000             | ♦             | [ 32 ] |